# Carl Lindström
Carl Elof Lindström (* 26. Juni 1869 in Södertälje; † 29. Dezember 1932 in Berlin) war ein schwedischer Mechaniker und Industrieller. Er schuf in Deutschland einen der ersten international operierenden und zeitweilig größten europäischen Schallplatten-Konzerne, dessen technischer Leiter er bis 1921 war.

## Die Anfänge
Lindström, Sohn des Wagenachsenfabrikanten Franz Oskar Lindström, verließ seine Heimat 1892 und gründete nach einem Aufenthalt in Stettin 1897 in Berlin eine mechanische Werkstatt, die sich alsbald auf die Produktion von Phonographen konzentrierte. Außerdem stellte die Firma Diktiergeräte der Marke Parlograph her. Gemeinsam mit Paul Pfeiffer konstruierte Lindström 1896 den Lyra-Phonographen und produzierte den Ideal-Phonographen, eine Maschine für Aufnahme und Wiedergabe. Seinen ersten Apparat zur Wiedergabe von Schallplatten nach dem Prinzip des Grammophons von Emil Berliner brachte Lindström unter dem Namen Lynophone heraus.

## Die Carl Lindström AG
Die Werkstatt wurde zu einem Industriebetrieb, als 1904 die kapitalkräftigen Bankkaufleute Max Straus und Heinrich Zuntz gemeinsam mit Lindström die Carl Lindström GmbH gründeten. Sie waren mit ihrer 1902 gegründeten „Salon-Kinematograph Co.m.b.H“, die Filmprojektoren für den Hausgebrauch produzierte, wenig erfolgreich gewesen. Unter der Marke Parlophon, deren Name für das Auslandsgeschäft um ein „e“ zu Parlophone erweitert wurde, hatten Straus und Zuntz zuvor bereits mechanische Plattenspieler aus den Lindström-Werkstätten vertrieben. 1908 wurde die GmbH zwecks Kapitalbeschaffung in eine Aktiengesellschaft umgewandelt. Zuntz starb bereits 1906 und wurde durch seinen Schwager Otto K. E. Heinemann ersetzt, der 1914 in die USA auswanderte und dort die Plattenfirma Okeh gründete. Vorstandsvorsitzender Max Straus musste 1933 in den Aufsichtsrat wechseln und 1936 nach England emigrieren.
Als sich die Schallplatte mehr und mehr durchsetzte, verließen 1906 bereits 150.000 Grammophone die Fabrik. Lindström ließ zahlreiche Weiterentwicklungen der Sprechmaschinentechnik patentieren; ob er aber zu Recht als Erfinder des Grammophons mit beweglichem Tonarm und fest montiertem Trichter gilt, ist zweifelhaft. Seine Firma brachte es 1905 als „Record-Plattenapparat“ auf den Markt. 1910 erhielten die Tonarme einen Klappbügel, mit dem der Tonarm nach dem Abspielen zum Schutz der Platte zurückgelegt werden konnte. 1913 brachte Lindström unter dem Namen „Miracle“ einen Plattenspieler mit Plattenwechsler heraus.

## Europas größter Schallplattenproduzent
Das Unternehmen richtete Aufnahmestudios ein und erwarb 1911 mit der International Talking Machine Company die Plattenmarke Odeon, deren Symbol, der Odeon-Tempel, eines der bekanntesten Logos der Vorkriegs-Schellack-Zeit war. Mit den weiteren aufgekauften Rechten und Warenzeichen der Firma wie Jumbo, Jumbola, Fonotipia sowie der Marke Beka und Anteilen an weiteren Unternehmen (1913 Übernahme von Grünbaum & Thomas AG, Lyraphon, Dacapo und Favorit) avancierte Lindström zum größten Schallplattenproduzenten („Schallplattenkönig“) auf dem europäischen Kontinent. Auch im außereuropäischen Ausland sowie in Südamerika wurden Presswerke betrieben; allein der Berliner Stammbetrieb produzierte 1925 rund 150.000 Schallplatten und 1000 Sprechmaschinen täglich. Die AG beteiligte sich auch an der Ufa. Weitere Töchter waren die Kristall-Schallplatten-GmbH mit den Marken Kristall und Imperial (gegründet ab 1936/1937) sowie die Frey Radio-GmbH.
1926 wurde die Lindström AG mehrheitlich von der britischen Columbia erworben. Damit konnte die Lindström AG das in den USA kurz zuvor zur Marktreife gebrachte, die Schallplattenindustrie revolutionierende elektrische Aufnahmeverfahren nutzen: Die Columbia brachte die Rechte daran in die Firma ein. 1931 ging das Unternehmen seinerseits im EMI-Konzern auf.
1932 starb der Unternehmensgründer. Carl Lindström fand auf dem Kirchhof der evangelischen Laurentius-Gemeinde in Köpenick seine letzte Ruhestätte.

## Der Weg des Unternehmens nach Lindströms Tod
1936 übertrug das Unternehmen die Grammophon-Produktion auf die neu gegründete Tochter „Brandenburgische Metallverarbeitungs-GmbH“.
Die Nationalsozialisten stellten die Gesellschaft im Zweiten Weltkrieg wegen des britischen Großaktionärs unter die so genannte Feindvermögensverwaltung, mit Kriegsende übernahmen die Alliierten die Kontrolle. Trotz starker Kriegsschäden konnte die im amerikanischen Sektor liegende Fabrik schon wenige Monate nach Kriegsende die Produktion von Schallplatten und Plattenspielern wieder aufnehmen. 1951 wurde sie wieder in eine GmbH umgewandelt, zwei Jahre später der Sitz nach Köln-Braunsfeld verlegt. Bis 1972 trugen Zweige von EMI weiterhin den Namen Carl Lindströms. Dann wurden die Electrola GmbH und die Carl Lindström GmbH zur EMI Electrola GmbH verschmolzen.

## Galerie

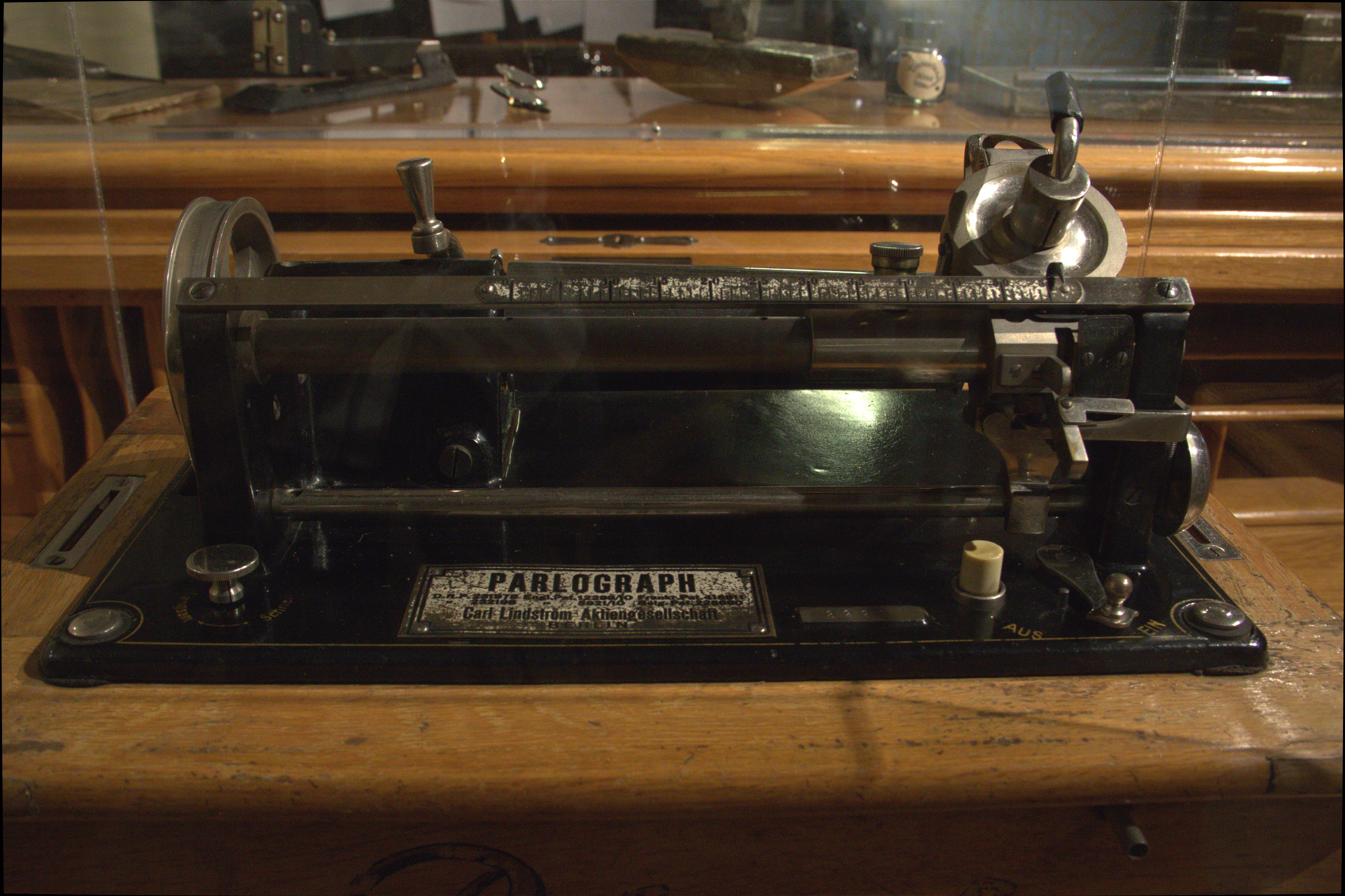
Parlograph, Carl Lindström AG, Berlin, 1910er Jahre
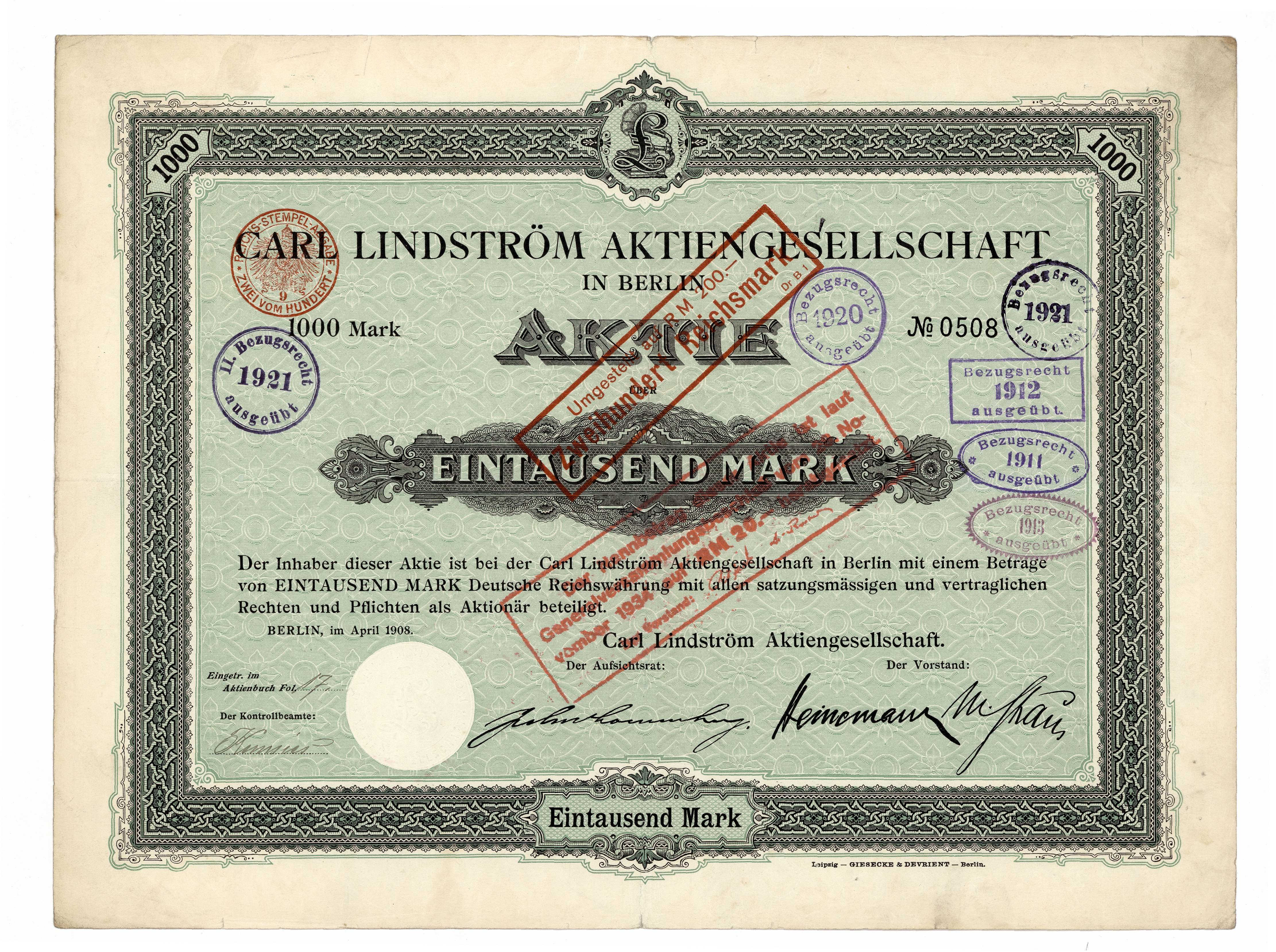
Gründeraktie über 1000 Mark der Carl Lindström AG vom April 1908
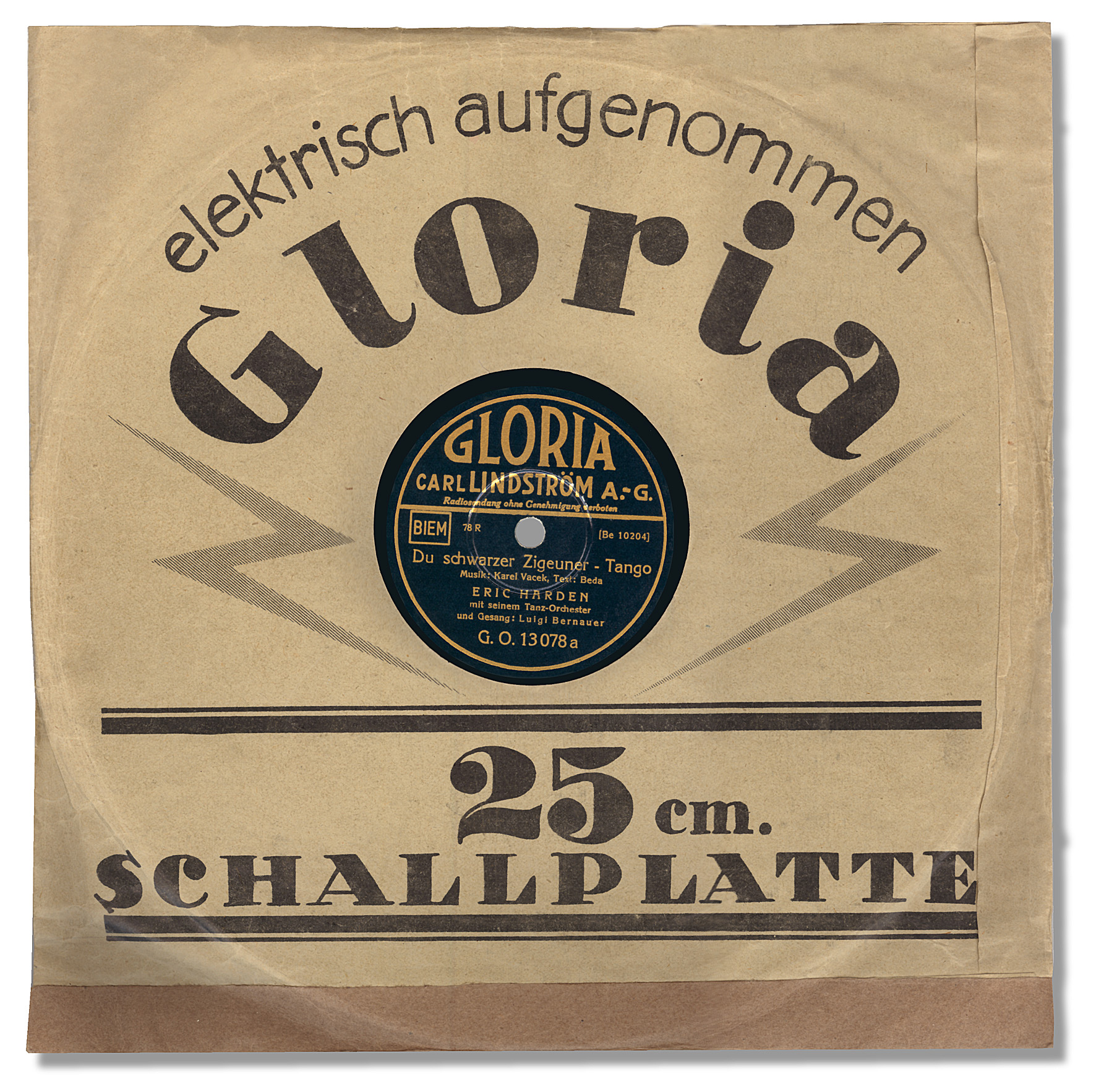
Elektrische Aufnahme der Carl Lindström AG unter dem Warenzeichen Gloria
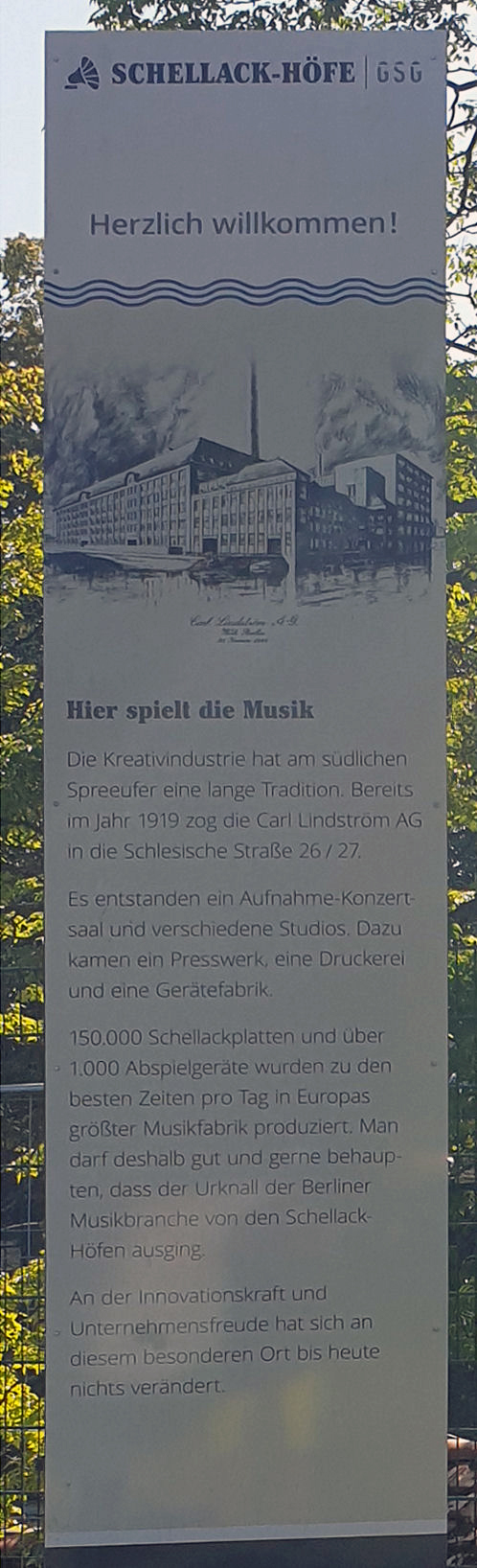
Gedenktafel in Berlin-Kreuzberg